# Wolodymyr Dolhow
Wolodymyr Genrichowitsch Dolhow (* 11. Mai 1960 in Charkiw; † 10. Januar 2022 in North Carolina, Vereinigte Staaten) war ein sowjetischer Schwimmer.

## Karriere
Wolodymyr Dolhowt trat bei den Olympischen Sommerspielen 1980 in Moskau über 100 m und 200 m Rücken an. Während er über 200 m Neunter wurde, konnte er über 100 m die Bronzemedaille gewinnen. Ein Jahr später gewann er bei der Universiade über 100 m Rücken die Goldmedaille.
Auf nationaler Ebene gewann er den Meistertitel 1979 über 200 m Rücken sowie 1982 und 1983 mit der Lagenstaffel.
2015 emigrierte Dolhow in die Vereinigten Staaten, wo er als Trainer bei Sailfish Aquatics in Concord tätig war. 2020 wurde er Cheftrainer am Standort in Huntersville.
Dolhow starb am 10. Januar 2022 in den Vereinigten Staaten, nachdem er 10 Monate zuvor an einem Magenkarzinom erkrankt war, im Alter von 61 Jahren.